# Juan Esteban

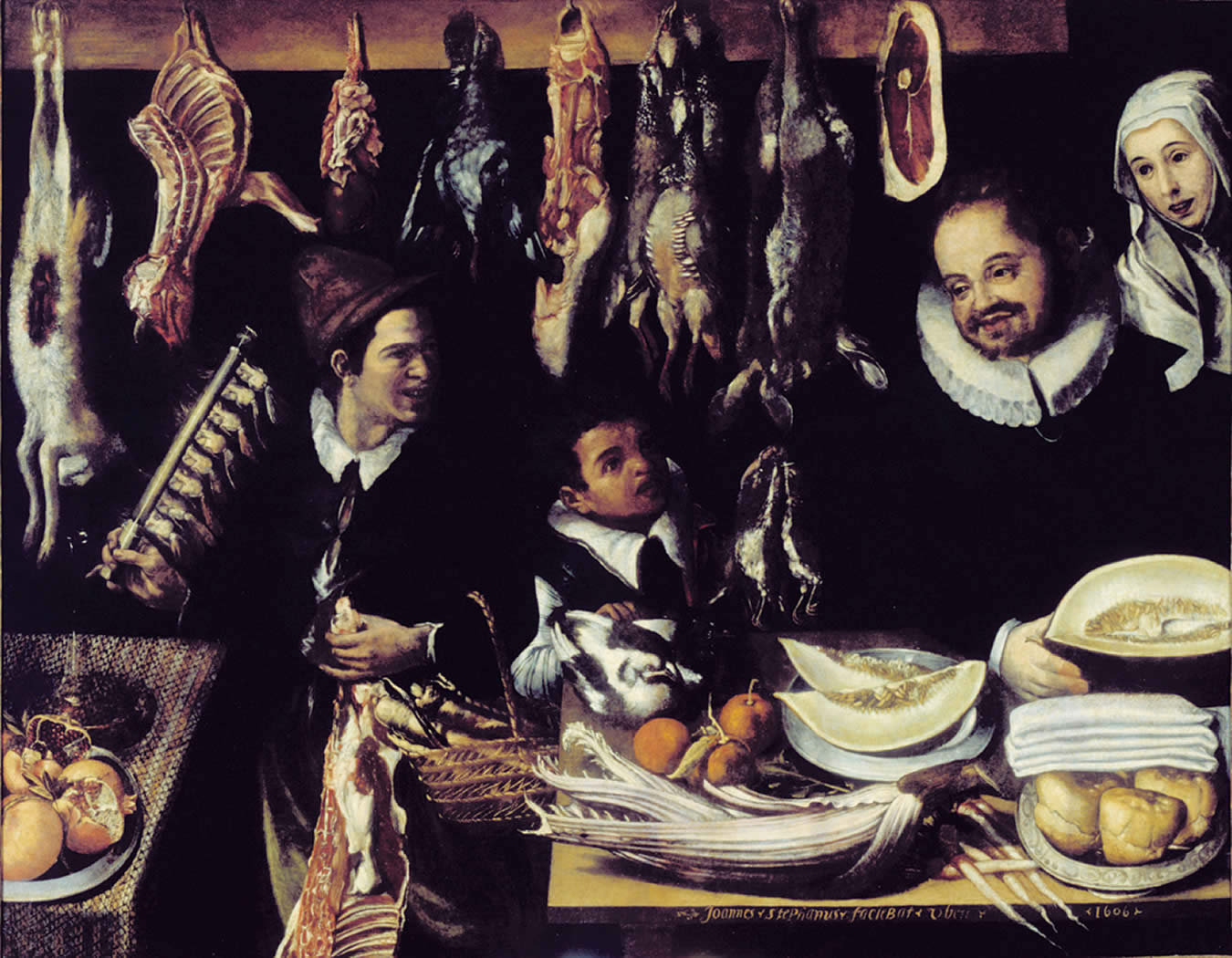
Retour de chasse, fruits et verdure ou Scène de marché, huile sur toile (128 × 167 cm), Musée des Beaux Arts de Grenade, signé «Joannes Stephanus / faciebat Ubete 1606».

Juan Esteban de Medina (actif entre 1597 et 1635), également nommé Juan Esteban de Úbeda ou Juan Esteban, d’après sa signature, est un peintre espagnol mal connu, fils du peintre de Úbeda Pedro de Medina et auteur d’une scène de marché qui fait partie des premières toiles de genre signées en Espagne. 

## Biographie
La première personne qui nota l’importance de ce peintre fut Antonio Ponz dans le tome XVI  de son Voyage en Espagne, à propos d’une peinture du pape saint Clément qu’il vit à l’hôpital Saint-Jacques de Ubeda, et signé « Juan Esteban lo hacía año de 1611 », au côté d’une Annonciation en la cathédrale de Baeza, conservée in situ et dont il fit l’éloge :

« Il y a autre chose qu’il convient de nommer quant à la peinture du retable qui représente également l’Annonciation avec cette signature : Joannes Stephanus Ubetae 1666. V a là une trouvaille qui, s’elle avait été faite par Palomino, elle n’aurait pas permis de mettre  (avec raison) Juan Esteban de Úbeda dans le catalogue des peintres majeurs»,. »

Alfonso E. Pérez Sánchez met en relation ces informations avec la présence d’un Juan Esteban présent à Madrid en 1597, où il s’était réuni avec d’autres peintres peu connus pour la réalisation d’un retable de Sainte Lucie, et qui aurait également été l’auteur d’une nature morte actuellement au musée des beaux Arts de Grenade et signé « Joannes Stephanus / faciebat Ubete 1606 ».
D’un intérêt très supérieur à toutes les autres toiles du peintre, cette œuvre associe la nature morte et la figure humaine d’une manière avant-gardiste, qui fut utilisé par Vincenzo Campi et avec vingt ans d’avance sur Alejandro de Loarte. En parallèle, la connaissance précoce de l’œuvre de Juan Sánchez Cotán est évidente, bien que interprétée de manière dure, et dont il utilisa des éléments comme le chardon ou les roseaux  avec des oiseaux.
De nouvelles données ont été apportées par les chroniques locales d’Ubeda, où il a été possible de documenter le nom de Juan Esteban de Medina à partir de 1600, année où il reçut la commande d’une peinture des quatre évangélistes sur la voûte du transept de la chapelle des samaritaines de l’église Saint-Paul ; travail qu’il acheva deux ans après
L’année suivante, le 26 août 1601, Juan Esteban et son père Pedro de Medina embauchèrent un doreur et peintre du retable que le licencié Sebastián Gómez, prieur de la Guarde avait à l’église de Jódar (Jaén), et en 1605, il reçut comme apprenti Bernardino González, originaire de Segura de la Sierra.
Une dernière information de 1634, un an avant de signer la toile de la Cathédrale de Baeza, le situa toujours à Ubeda, où il accepta de copier pour don Martín Íñiguez de Almedo, de la Chancellerie de Grenade, une Sainte Famille et une Vierge à l’Enfant d’après Raphaël conservée à la Chapelle Saint-Sauveur et un Sauveur d’après le Titien